# サル川
サル川（サルがわ、スペイン語: Río Sar）は、スペイン・ガリシア州を流れる河川。ウーリャ川の支流。

## 地理
サンティアゴ・デ・コンポステーラ付近に源を発し、30kmほどの距離を流れた後にパドロン付近でウーリャ川に合流する。

## 文化
ポンポニウス・メラが西暦43年に作成した世界地図『De situ orbis libri III』の中にも書かれている。ガリシア地方出身の詩人であるロサリア・デ・カストロはスペイン語で、『En las Orillas del Sar』（英題では『On the Banks of the Sar』）と題した知名度の高い詩集を出版している。